# Ґодзілла: Точка сингулярності
«Ґодзілла: Точка сингулярності» (яп. ゴジラSP, Ґодзіра Шінґюра Поінто) — японський анімаційний телевізійний серіал компанії Toho Company Ltd. та анімований Bones та Orange за допомогою традиційної анімації та CGI. Телесеріал не пов'язаний з аніме-трилогією «Ґодзілла» від Netflix. Він дебютував на Netflix Japan 25 березня 2021 року, а прем'єра на телебаченні відбулася 1 квітня 2021 року. У Японії він виходив щочетверга. Міжнародний реліз на Netflix відьувся у червні 2021 року.
Режисером серіалу є Ацусі Такахасі, а сценаристом та редактором — Тох ЕнДжо. Дизайнером персонажів був Кадзуе Като.

## Кайдзю
- Ґодзілла
- Джет Ягуар
- Родан
- Ангірус
- Салюнґа
- Манда

## Історія створення
Вперше про створення «Ґодзілла: Точка сингулярності» повідомив користувач @SugoiLITE 6 жовтня 2020 року на своїй сторінці Twitter. Пізніше того ж дня (7 жовтня в Японії) було офіційно оголошено про створення мультсеріалу. Режисер Атсуші Такахаші, сценарист Тох ЕнДжо, дизайнер персонажів Казуе Като, дизайнер монстрів Ейдзі Ямамото та композитор Кен Савада коротко висловилися про серіал, причому Ямамото згадав про численних монстрів, які з'являться у серіалі, та присвятив свою роботу покійному братові. 12 жовтня було оголошено, що 3 листопада під час «Godzilla Fest Online 2020» відбудеться панель присвячена серіалу. На ній будуть присутні режисер Атсуші Такахаші, сценарист Тох ЕнДжо, продюсер від Bones Наокі Амано, продюсер від Orange Джиро Андо та продюсер від Toho Такаші Йошідзава. 26 жовтня вийшов плакат аніме разом із трьома скриншотами. Пізніше того ж дня вийшов трейлер, в якому, крім Ґодзілли, показали багато старих і нових кайдзю.

## Цікаві факти
- «Ґодзілла: Точка сингулярності» — перший мультсеріал про Ґодзіллу з часу мультсеріалу «Ґодзілла» 1998 року.